# パープル・バタフライ
『パープル・バタフライ』（ぱーぷるばたふらい、原題：紫蝴蝶）は、2003年制作の中国・フランス合作映画。

## ストーリー
1928年の満州で出会い、恋に落ちた日本人の伊丹と中国人の辛夏（シンシア）。だが伊丹は日本軍に招集され、2人は別れた。時は流れ、1931年、日本軍占領下の上海。辛夏は丁慧（ディンホエ）と名を変え、レジスタンス組織“パープル・バタフライ”のメンバーに、伊丹は日本軍諜報機関のスパイにそれぞれなっていた。一方、上海に住む恋人同士の司徒（スードゥー）と依玲（イーリン）は、“パープル・バタフライ”と日本軍諜報機関の銃撃戦に巻き込まれ、依玲は命を落とす。さらに司徒は両者からマークされる存在となり、丁慧と伊丹に関わることになっていく……。

## キャスト
| 役名                                 | 俳優                           | 日本語吹替 |
| ------------------------------------ | ------------------------------ | ---------- |
| 辛夏（シンシア）／丁慧（ディンホエ） | 章子怡（チャン・ツィイー）     | 弓場沙織   |
| 伊丹                                 | 仲村トオル                     | 仲村トオル |
| 司徒（スードゥー）                   | 劉燁（リウ・イエ）             | 石井揮之   |
| 謝明（シエ・ミン）                   | 馮遠征（フェン・ユエンチェン） | 吉見一豊   |
| 依玲（イーリン）                     | 李冰冰（リー・ビンビン）       | 花村さやか |

## スタッフ
- 監督： 婁燁（ロウ・イエ）
- 製作総指揮： 耐安（ナイ・アン）、王薇（ワン・ウェイ）、ジャン・ルイ・ピエール、ヴァンサン・マラヴァル、アラン・ドゥ・ラ・マータ
- 製作：朱永徳（チュウ・ヨンドァ）
- 脚本：婁燁（ロウ・イエ）
- 撮影：王昱（ワン・ユー）
- 美術：劉維新（リュウ・ウェイシン）
- 音楽：ボルグ・レンバーグ